# Israel Vladímirovich Nestiev
Israel Vladímirovich Nestiev (Kerch, 4 de abril de 1911-Moscú, 19 de abril de 1993) fue un musicólogo y doctor en artes (1970) soviético y ruso.

## Biografía
Comenzó su carrera en 1926 en el periódico "Krasnaya Kerch". En 1928-1932 estudió piano en el Conservatorio de Tiflis, al mismo tiempo que trabajaba en la prensa juvenil local y en la radio Tiflis. En 1937 se graduó en la facultad histórico-teórica del Conservatorio de Moscú y en 1940 se graduó en la misma escuela de posgrado (supervisor científico VE Ferman). Al mismo tiempo, en 1937-1938 dirigió un departamento en el periódico "Música", entre 1939 y 1941 fue secretario ejecutivo de la revista "Música soviética". Entre 1941 y 1945 sirvió en el ejército soviético. Durante 1943 y 1944 fue corresponsal del periódico del XIII Ejército "Hijo de la Patria". Fue herido y recibió la Orden de la Estrella Roja. En 1943 se convirtió en miembro del Partido Comunista de la Unión Soviética (PCUS). Sus padres, Vladimir Isaakovich Nestiev (1877-1941) y Esfir Iosifovna Nestiev (de soltera Mirskaya) (1884-1941), la hermana Mirra (1915-1941) y otros cinco parientes cercanos fueron fusilados por los alemanes en diciembre de 1941 durante el exterminio masivo de Kerch. Los judíos cerca de la zanja de Bagerovsky en el pueblo de Bagerovo cerca de Kerch.
Aún no desmovilizado, en 1945 defendió su tesis para el grado de candidato de historia del arte "El camino creativo de S. Prokofiev". La monografía, completada en 1941, que formó la base de la disertación, se publicó en 1946 en traducciones al inglés y al francés, pero la edición rusa no se realizó hasta 1957. Hasta principios de 1949, trabajó en el Departamento de Radiodifusión Musical de All-Union Radio, fue despedido como parte de una campaña contra los "cosmopolitas desarraigados" y trabajó en el Instituto de Directores Militares del Conservatorio de Moscú. Luego, en 1954-1959, nuevamente en la revista "Música Soviética" (Redactor Jefe Adjunto), desde 1960 fue investigador sénior en el Instituto de Historia del Arte, durante muchos años dirigió el sector musical de los pueblos del URSS. Desde 1956 enseñó las últimas novedades musicales extranjeras en el Conservatorio de Moscú, desde 1974 es profesor en el Departamento de Historia de la Música Extranjera.Doctor en Artes (1970, disertación “Bela Bartok. Vida y creación").
Está enterrado en el cementerio de Vostryakovskoye.

## Actividad científica
Nestiev posee una serie de obras sobre Serguéi Prokófiev, incluida la fundamental "La vida de Sergei Prokofiev" (1973), el libro "Canción de masas soviéticas" (1946), "Mazepa" P. Chaikovski "(1949, segunda edición 1959)", Hans Eisler y su composición ”(1962),“ Giacomo Puccini ”(1963, 2.ª edición 1965),“ A la vuelta de dos siglos. Ensayos sobre música extranjera de finales del siglo XIX - principios del XX "(1967)," Bela Bartok, 1881-1945: Vida y obra "(1969)," Estrellas de variedades rusas "(1970, 2ª edición 1974), etc. El libro Diaghilev y el teatro musical del siglo XX (1994) se publicó póstumamente. Los volúmenes de "La historia de la música de los pueblos de la URSS" y la edición de varios volúmenes "Música del siglo XX" se publicaron bajo la dirección de Nestiev, que posee varios artículos en la Enciclopedia Musical.

## Rango
En 1991, Nestiev recibió el título honorífico de "Artista de honor de la RSFSR".

## Una familia
- Esposa: Frida Semyonovna Nestieva (de soltera Balagul, 1911-1992).
  - Hija: Marina Izrailevna Nestieva (nacida en 1938), crítica musical, musicóloga, autora de libros sobre el compositor Arkady Ostrovsky (1970), el cantante Vladimir Atlantov (1987), el compositor Serguéi Prokófiev (2003), autor y compilador de una colección de artículos y conversaciones con el compositor Valentin Silvestrov (2004), autor del libro Música de Valentin Silvestrov. Conversaciones Artículos. Cartas "(2012).
  - Hijo - Vladimir Izrailevich Nestiev (nacido en 1946), orientalista, periodista, traductor del inglés (incluida "Autobiografía" de Rudolf Nureyev ).
    - Nieta - Hana Nesteva (nacida en 1975), poeta, traductora del hebreo, ganadora del Segundo Concurso de Haiku de toda Rusia.[4]

## Literatura
- Mundo biográfico. enciclopedia. diccionario / - M.: BRE, 1998
- Ямпольский И. М. I. V. Nestiev // Enciclopedia musical : en 6 volúmenes. / Ch. ed. Yu.V. Keldysh . - M. : Enciclopedia soviética. Compositor soviético, 1976. - T. 3. - 1104 stb.

- Datos: Q16680457